# Liste der Bodendenkmale in Brieselang
Die Liste der Bodendenkmale in Brieselang enthält alle Bodendenkmale der brandenburgischen Gemeinde Brieselang und ihrer Ortsteile auf der Grundlage der Landesdenkmalliste vom 31. Dezember 2020.
Die Baudenkmale sind in der Liste der Baudenkmale in Brieselang aufgeführt.
| Gemarkung                                   | Flur             | Kurzansprache | Bodendenkmalnummer | Bemerkung | Bild |
| ------------------------------------------- | ---------------- | --- | ------------------ | --------- | ---- |
| Bredow (Lage)                               | 9                | Siedlung römische Kaiserzeit, Siedlung slawisches Mittelalter, Siedlung Jungsteinzeit, Kultstätte Bronzezeit, Siedlung Völkerwanderungszeit, Siedlung Bronzezeit, Siedlung Eisenzeit, Rast- und Werkplatz Mittelsteinzeit                                                          | 50609              |           |      |
| Bredow (Lage)                               | 1, 3, 6          | Siedlung Neolithikum, Siedlung römische Kaiserzeit, Siedlung Bronzezeit, Siedlung Eisenzeit | 50610              |           |      |
| Bredow (Lage)                               | 3, 4, 5, 6, 7, 9 | Dorfkern Mittelalter, Dorfkern Neuzeit, Siedlung slawisches Mittelalter, Siedlung Eisenzeit, Siedlung römische Kaiserzeit | 50611              |           |      |
| Bredow (Lage)                               | 4, 8, 9          | Siedlung Ur- und Frühgeschichte | 50612              |           |      |
| Bredow (Lage)                               | 9                | Siedlung Bronzezeit, Siedlung Eisenzeit, Siedlung Ur- und Frühgeschichte | 50613              |           |      |
| Bredow (Lage)                               | 2, 4             | Siedlung Neolithikum, Rast- und Werkplatz Mesolithikum, Kultstätte Bronzezeit | 50614              |           |      |
| Bredow (Lage)                               | 2                | Siedlung Ur- und Frühgeschichte | 50615              |           |      |
| Bredow (Lage)                               | 2                | Gräberfeld Bronzezeit | 50617              |           |      |
| Bredow (Lage)                               | 8                | Rast- und Werkplatz Neolithikum | 50619              |           |      |
| Bredow (Lage)                               | 8                | Rast- und Werkplatz Steinzeit | 50620              |           |      |
| Bredow (Lage)                               | 8                | Siedlung Ur- und Frühgeschichte | 50621              |           |      |
| Bredow, Wernitz (Lage)                      | 9, 5             | Siedlung Ur- und Frühgeschichte, Siedlung slawisches Mittelalter | 50504              |           |      |
| Bredow, Brieselang (Lage)                   | 8, 15            | Siedlung römische Kaiserzeit, Siedlung Ur- und Frühgeschichte, Siedlung Eisenzeit | 50603              |           |      |
| Bredow, Zeestow (Lage)                      | 9, 1             | Dorfkern deutsches Mittelalter, Dorfkern Neuzeit, Siedlung Eisenzeit, Rast- und Werkplatz Mesolithikum, Siedlung Völkerwanderungszeit, Siedlung römische Kaiserzeit, Siedlung slawisches Mittelalter, Siedlung Neolithikum, Siedlung Bronzezeit, Rast- und Werkplatz Paläolithikum | 50616              |           |      |
| Bredow, Markee, Wernitz (Lage)              | 5, 9, 12, 5      | Siedlung Neolithikum, Siedlung römische Kaiserzeit, Gräberfeld slawisches Mittelalter, Siedlung Völkerwanderungszeit | 50622              |           |      |
| Brieselang (Lage)                           | 4                | Siedlung Bronzezeit, Siedlung Eisenzeit | 50035              |           |      |
| Brieselang (Lage)                           | 4                | Siedlung Neolithikum, Gräberfeld Bronzezeit | 50036              |           |      |
| Brieselang (Lage)                           | 12               | Siedlung slawisches Mittelalter | 50601              |           |      |
| Brieselang (Lage)                           | 13               | Siedlung slawisches Mittelalter | 50602              |           |      |
| Brieselang (Lage)                           | 13               | Gräberfeld römische Kaiserzeit | 50604              |           |      |
| Brieselang (Lage)                           | 10               | Siedlung Ur- und Frühgeschichte | 50605              |           |      |
| Brieselang (Lage)                           | 12               | Siedlung slawisches Mittelalter, Siedlung Ur- und Frühgeschichte | 50606              |           |      |
| Brieselang (Lage)                           | 13               | Befestigung Neuzeit | 50607              |           |      |
| Brieselang, Falkensee (Lage)                | 13, 51           | Siedlung Eisenzeit, Siedlung deutsches Mittelalter, Siedlung Bronzezeit, Siedlung slawisches Mittelalter, Siedlung Neolithikum, Siedlung römische Kaiserzeit | 50020              |           |      |
| Brieselang, Dyrotz 03 (Lage)                | 12, 14           | Siedlung slawisches Mittelalter, Siedlung römische Kaiserzeit, Siedlung Eisenzeit, Siedlung Neolithikum | 50034              |           |      |
| Brieselang, Falkensee, Nauen, Pausin (Lage) | 10, 51, 6        | Dorfkern Neuzeit, Dorfkern Mittelalter | 50608              |           |      |
| Brieselang, Zeestow (Lage)                  | 14, 2            | Siedlung Neolithikum | 50624              |           |      |
| Zeestow (Lage)                              | 1                | Siedlung Bronzezeit | 50623              |           |      |
| Zeestow (Lage)                              | 2                | Siedlung Völkerwanderungszeit, Siedlung römische Kaiserzeit | 50625              |           |      |